# Fair, Fat and Saucy
Fair, Fat and Saucy è un cortometraggio muto del 1915. Il nome del regista non viene riportato nei credit del film.

## Produzione
Il film fu prodotto dalla Vitagraph Company of America.

## Distribuzione
Distribuito dalla General Film Company, il film - un cortometraggio in una bobina - uscì nelle sale cinematografiche statunitensi l'11 giugno 1915.